# 阪急2000系電車 (2代)
阪急2000系電車（はんきゅう2000けいでんしゃ）は、阪急電鉄（阪急）の通勤形車両である。
本項では個々の編成を表す場合は、大阪梅田方先頭車の車両番号で代表し、「F」を付けて編成呼称とする。

## 概要
2300系と同時に導入が発表された、1000系の後継となる神宝線（神戸線・宝塚線）向け車両である。導入発表の段階では2024年夏ごろに運転を開始するとされていたが、当初の計画よりも落成が遅れたため、実際の営業運転開始は2025年2月24日となった。
2000系の名称は初代に次ぐ2代目である。また、宝塚線が初投入の形式は8000系以来となる。

## 構造

### 車体
アルミニウム合金によるオールダブルスキン構造が採用されている。衝突安全性確保のため運転室側入口横までダブルスキン構造となっており、運転室前面の板厚も増したことで車体強度が向上している。従来の神宝線車両と同様、車体幅は2,770 mm、連結面間距離は19,000 mmとされている。
床面高さは1,150 mm とされ、プラットホームとの段差は最小限となっている。側窓は3連または2連のユニット式連窓で、空調が動作不可能な際の換気対策として扉横の窓が開閉可能とされた。窓ガラスはUVカット機能付きで、緑色に着色されている。
車外の種別・行先表示器はフルカラーLED式で、走行中は自動消灯する。

### 車内
伝統の木目調化粧板やゴールデンオリーブ色の座席表地を継承しつつ、安全性や利便性の向上を図ったものとしている。

#### 座席
座席はすべてロングシートで、モケットは従来車両同様に一般席が緑系のゴールデンオリーブ色、優先席が赤系のマゼンタ色となっている。
袖仕切りは衝突安全性確保のため大型化され、開放的な空間演出のため半透明ガラスを用いている。また、中間仕切り部分の縦手すり（スタンションポール）が阪急で初めて採用された。

#### 設備
天井部は淡いベージュ系の化粧板とされ、LEDによる直接照明とともに開放感を演出する。
車内案内表示装置は32インチハーフサイズ液晶ディスプレイで、千鳥状に配置されている。
車椅子スペースは全車両1か所に設置され、先頭車のものは利用客が集中しやすいことから拡大されている。壁面手すりの2段化・車椅子固定器具の設置により車椅子利用者の安全性確保が図られたほか、車椅子スペースと優先座席付近はつり革の高さが下げられている。
防犯カメラは各車両の側扉鴨居部に計3台設置されている。
戸閉装置はナブテスコ製DPV-40BU-HP1（電磁ロック装置付き）で、マイコン制御により戸挟み・引き込みを検知した際に自動的に開閉力を弱める装置を搭載している。
車両情報制御システム (TCMS) の採用により乗務員室の機器が増えたため、運転席直後の座席と側窓が設置されていない。客室との仕切扉は車掌台側に配置されている。

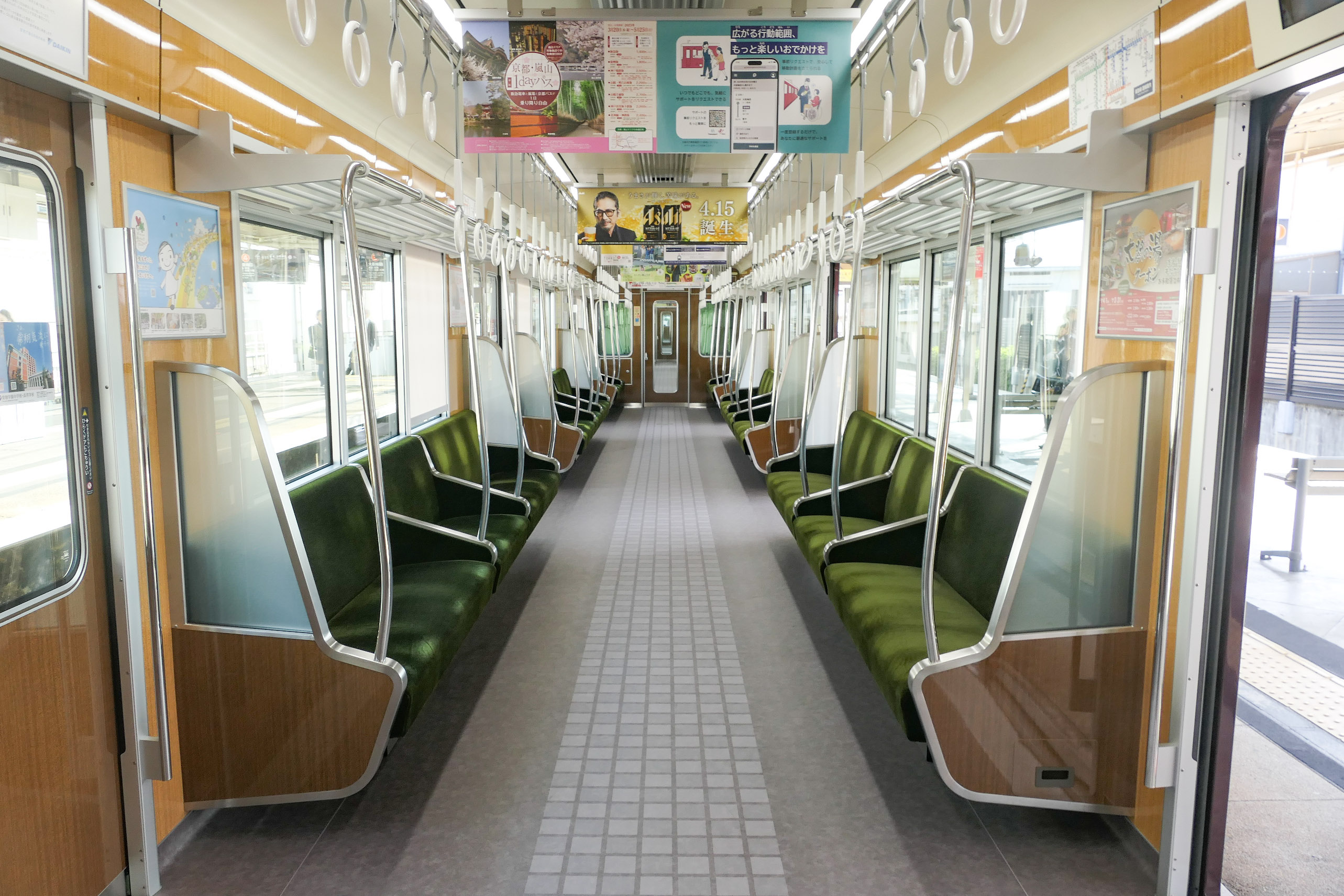
車内
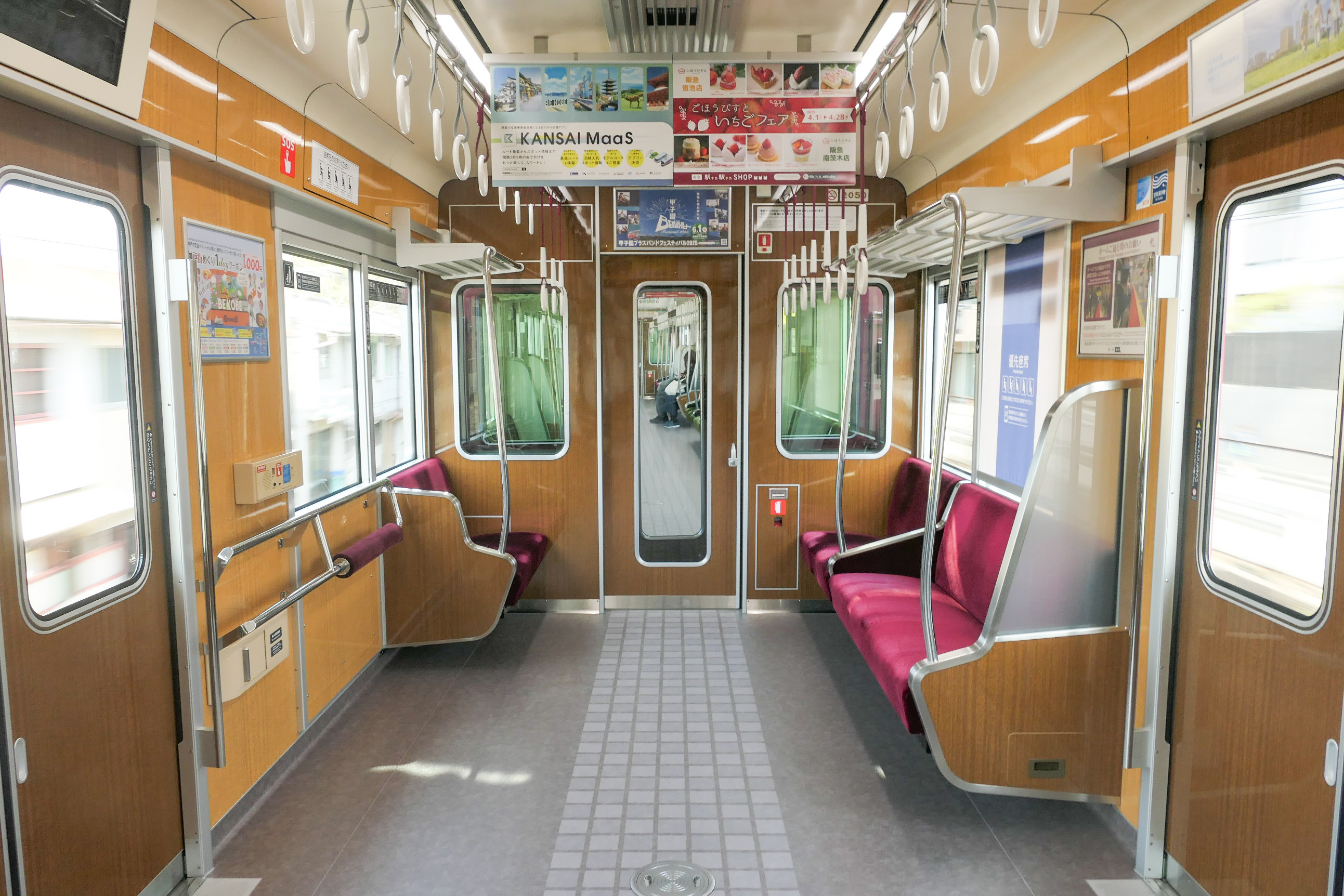
優先席・フリースペース
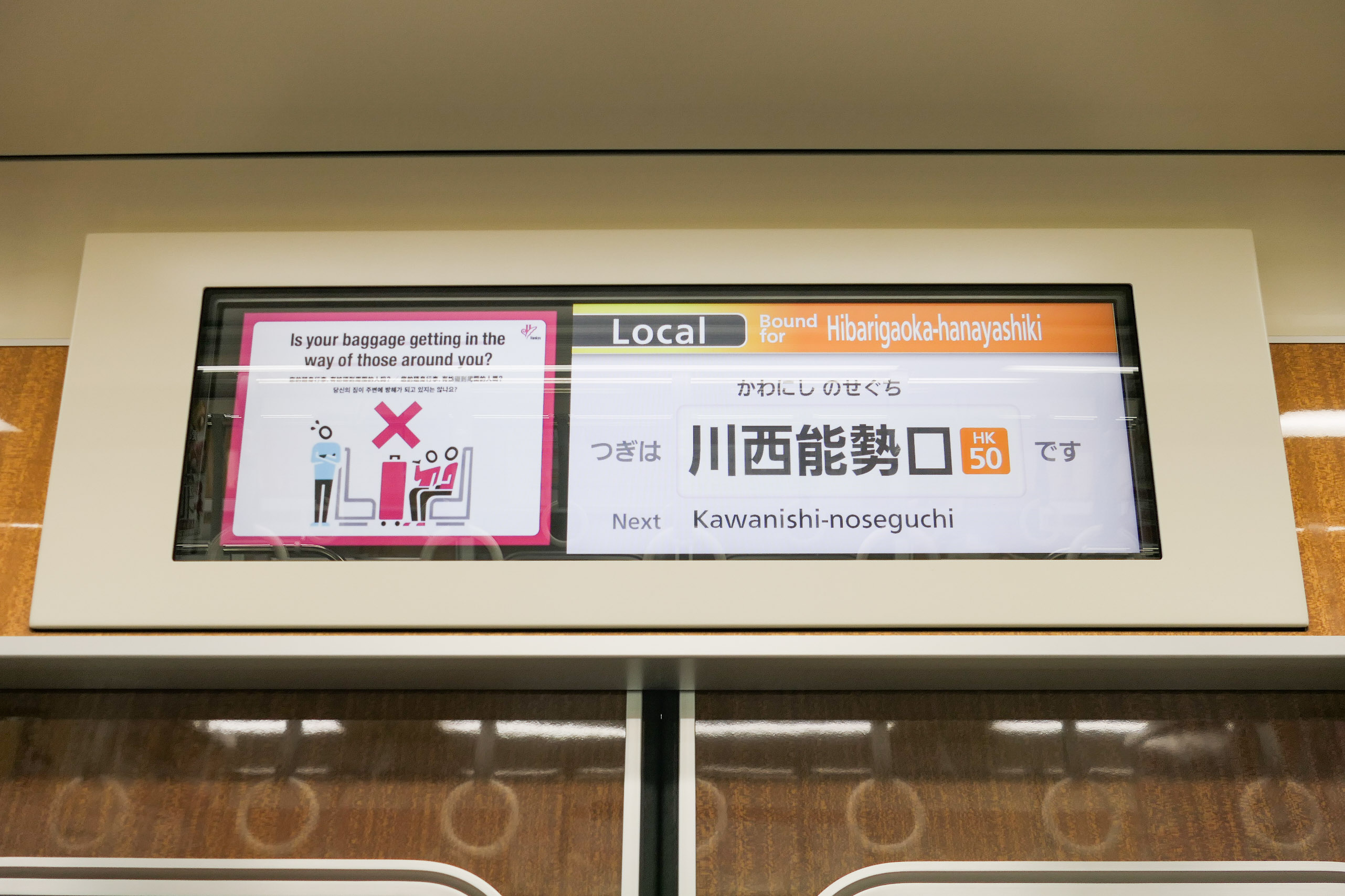
車内案内表示装置

#### 運転台

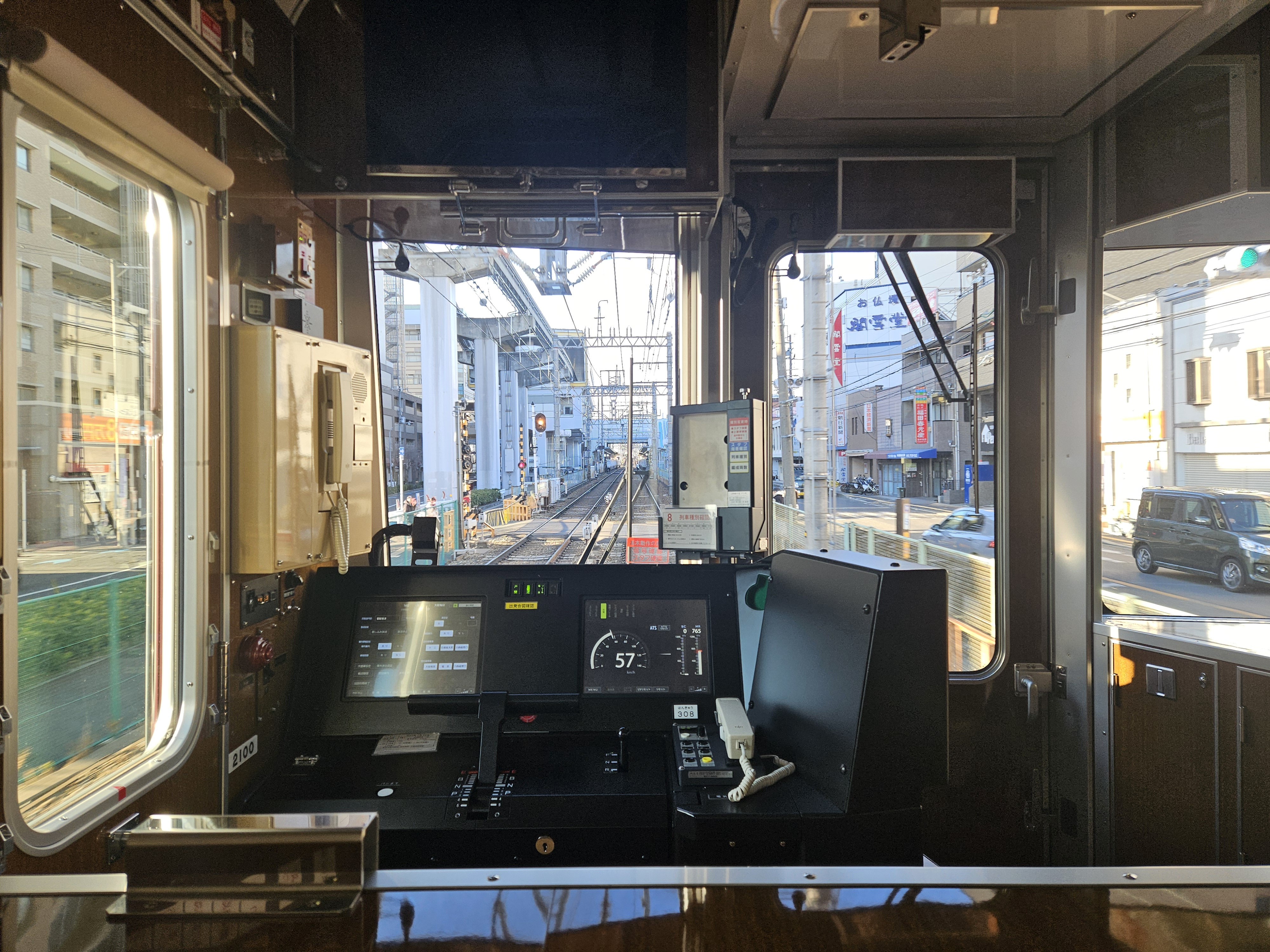
2000系（2代）の運転台

運転台は無接点回路式ワンハンドルマスコン（東芝インフラシステムズ製）とグラスコックピットが採用された。力行5段、ブレーキ6段、非常ブレーキで構成されている。コンソールデスク中央には緊急時操作スイッチが新設された。コンソールデスクにはモニターが2面設置されているが、運転台デスクの右袖部が拡幅され、将来的な機器の増設スペースを確保した形状となっいる。

### 走行機器
制御伝送指令を用いた車両情報制御システム（TCMS、東芝インフラシステムズ製）が採用された。走行制御や車両搭載機器の指令制御、監視・記録、演算を行う制御・モニタ系と、案内情報表示、カメラの制御を行う情報系に大別される。
制御・モニタ系では各車両に伝送装置2台（先頭車に中央装置、各車に入出力装置）が設置され、編成で100BASE-TXのリングネットワークを構成している。情報系は各車に伝送装置1台が備わり、編成で100BASE-TXのバス形ネットワークを構成し案内表示・カメラ関連機器を接続させている。
制御装置は東芝インフラシステムズ製で、フルSiCパワーモジュール適用MOSFET素子VVVFインバータ制御（SVF121-A0 、4 in 1×2群構成）を2500形、2550形に搭載する。
補助電源装置は2代目2300系と同一で、神宝線では初の東洋電機製造製静止形インバータ（RG4109-A-M、容量180 kVA）となっている。3レベルIGBT素子のものを2600形、2650形に搭載する。待機二重系ならびに並列運転方式とすることで冗長性を確保している。
主電動機は東芝インフラシステムズ製永久磁石同期電動機（PMSM、SEA-561、1時間定格190 kW）で、各電動車に4基搭載されている。1000系のSEA-538Aをベースに、高効率化とフレームレス構造の採用による低損失化を図ったものである。駆動方式は神宝線標準のWN継手式中実軸平行カルダン駆動方式、歯車比は96:18 (5.33) であり、これも2代目2300系と同一である。
集電装置は東洋電機製造製PT71系のPT7105-C-Mで、2500形と2550形に2基搭載されている。
電動空気圧縮機は2代目2300系と共通化され、神宝線で初の三菱電機製となるURC2000HD-Iが先頭車に搭載されている。9300系以降標準のスクロール式だが、潤滑油が不要なオイルフリー形となった点が異なる。
制動装置は、電気指令式の作用装置と受信装置を各車に設置、また台車中継弁を設置することで空気制動の応答性向上が図られている。
空調装置はセミ集中式の東芝インフラシステムズ製RPU-6044H（インバータ制御方式、能力27.9 kW）を各車2基搭載し、車内温度・車内湿度・車外温度・乗車率・カレンダー機能の情報を基にした自動制御機能とAI（人工知能）を用いた学習・予測制御機能を有する。暖房装置は座席下の吊り下げ式としている。
台車は電動台車がFS579M、付随台車がFS579Tで、いずれも1000系と同じである。
先頭車の屋根上には、列車無線アンテナ（日本アンテナ製WH-2UV-EV2）のほか、それに隣接してWi-Fiアンテナ（車両機器搭載システムに関係したもの）とGPSアンテナも装備しているが、このうちGPSアンテナは大阪梅田・日生中央方と宝塚・新開地方で設置個数が異なっている（前者は3個・後者は1個設置）。

## 形式
4M4Tの8両編成で、以下の4形式により組成される。
Tc2000形 / 2000形・2100形 (Tc)
制御車。床下に電動空気圧縮機と蓄電池を搭載。2000形は大阪梅田方、2100形は宝塚・新開地方の先頭車となる。
M2500形 / 2500形・2550形 (M)
パンタグラフ付き電動車。床下にVVVFインバータ制御装置、屋根上に集電装置2基を搭載。2500形は大阪梅田駅方から2両目、2550形は6両目に連結される。
M2600形 / 2600形・2650形 (M')
電動車。床下にSIV装置を搭載。2600形は大阪梅田駅方から3両目、2650形は7両目に連結される。
T2050形 / 2050形・2150形 (T)
付随車。主要機器類の搭載はない。

## 編成
2025年（令和7年）4月1日現在
| ← 大阪梅田・日生中央宝塚・新開地 → | ← 大阪梅田・日生中央宝塚・新開地 → | ← 大阪梅田・日生中央宝塚・新開地 → | ← 大阪梅田・日生中央宝塚・新開地 → | ← 大阪梅田・日生中央宝塚・新開地 → | ← 大阪梅田・日生中央宝塚・新開地 → | ← 大阪梅田・日生中央宝塚・新開地 → | ← 大阪梅田・日生中央宝塚・新開地 → | 営業運転開始  | 所属路線 | 備考 |
| Tc                                 | M                                  | M'                                 | T                                  | T                                  | M                                  | M'                                 | Tc                                 | 営業運転開始  | 所属路線 | 備考 |
| 2000                               | 2500                               | 2600                               | 2050                               | 2150                               | 2550                               | 2650                               | 2100                               | 2025年2月24日 | 宝塚線   |      |

## 運用
2024年に2000Fが新造され、翌2025年2月24日に宝塚線で営業運転を開始した。また、神戸線では2001Fが同年秋頃に運行を開始する予定である。
本形式は「日生エクスプレス」の運用に対応している。